# Wyższa Szkoła Lingwistyczna w Częstochowie
Wyższa Szkoła Lingwistyczna – niepubliczna uczelnia w Częstochowie założona w 1992, specjalizująca się w kształceniu na kierunkach filologia (angielska, germańska), pedagogika i ekonomia. Studia na poziomie licencjackim i magisterskim prowadzone są w systemie stacjonarnym, niestacjonarnym i online. 

## Organizacje uczelniane
- Samorząd studencki
- Koła naukowe filologów i pedagogów
- AIESEC
- Biuro Karier – „CUD”
- Klub kultury japońskiej „FUGU”
- Kino S7
- Klub uczelniany AZS
- Koło absolwentów.